# Книпхофия ягодная
Книпхо́фия ягодная (лат. Kniphofia uvaria) — вид многолетних растений рода Книпхофия семейства Асфоделовые (Asphodelaceae).
Естественный ареал — Юго-Восточная Африка, капская провинция. Культивируется во многих частях света как декоративное растение.
Первый вид из рода Книпхофия, который начали культивировать в Западной Европе (с начала XVIII века). На основе этого вида выведено множество гибридов.
В культуре растение известно по садовыми названиями англ. Red-hot Poker (раскалённая кочерга) и англ. Torch Lily (факельная лилия), что связано с формой и цветом его соцветий.  В русскоязычной литературе по садоводству этот вид нередко называют «книфофия ягодная».

## Ботаническое описание
Высота растения достигает 1,2 метра. Корневища длинные желтоватого цвета.
Листья серовато-зелёной окраски, ланцетной формы с мелкими зубчиками по краю.
У этого вида в пазухах самых нижних листьев закладываются почки, из которых развиваются столоны длиной до 15 см, дающие начало новым особям.
Соцветия плотные, вытянутой яйцевидной формы или почти шаровидные. Бутоны красные, цветки могут быть жёлтого, оранжевого и красного цветов. Поскольку цветки раскрываются постепенно, соцветие эффектно разделено на две по-разному окрашенные части.

## Разновидности
- Kniphofia uvaria var. maxima Baker [syn.  Kniphofia linearifolia Baker]
- Kniphofia uvaria var. praecox (Baker) A.Berger [syn.  Kniphofia praecox Baker]